# Paul-Philippe al României
Paul Philippe al României (n. 13 august 1948, Paris, Franța) este un nepot al regelui Carol al II-lea al României. Este fiul lui Mircea Grigore Carol Lambrino (n. 1920 – d. 2006), fiu ilegitim și repudiat al lui Carol al II-lea al României (statut care a fost răsturnat în justiție după moartea lui Carol II). Paul Philippe al României nu este membru al Casei de Hohenzollern-Sigmaringen și nici al Casei Regale a României. 
De-a lungul timpului a emis atacuri la adresa fostului rege Mihai și pretenții la succesiunea tronului desființat al României. La 14 februarie 2012, Înalta Curte de Casație și Justiție i-a recunoscut tatălui său, Carol Mircea, calitatea de fiu legitim al regelui Carol al II-lea, iar Paul a fost recunoscut astfel drept comoștenitor al averii lui Carol al II-lea.
Paul Philippe a fost implicat în retrocedări ilegale de proprietăți care nu îi aparținuseră niciodată de drept lui Carol al II-lea. A fost condamnat în dosarul Ferma Băneasa și a fugit în Franța, fiind arestat, dar cererea lui de extrădare în România a fost respinsă.

## Biografie

### Familie
Mariajul morganatic al principelui moștenitor Carol cu Zizi Lambrino a fost anulat de către Tribunalul Ilfov în ianuarie 1919. Mariajul a dus la nașterea lui Carol Mircea în ianuarie 1920. Pentru restul vieții, Carol nu și-a recunoscut primul fiu: nici înainte de 1925, nici în timpul exilului său în Franța (1925–1930), al domniei sale (1930–1940) sau după plecarea definitivă din România (1940)
Mama lui Paul este Hélène Henriette Naravitzine, prima soție a lui Mircea Grigore Carol. 

### Devenire
Paul a urmat școala primară la un gimnaziu iezuit. Când avea 13 ani, tatăl său s-a recăsătorit cu o americancă și s-a mutat la Londra.
În Anglia, Paul al României a urmat Școala Gordonstoun. Ulterior, a făcut colegiul Millfield, într-o clasă paralelă cu cea a Prințului Moștenitor al Tailandei, Vajiralongkorn.
În perioada colegiului, Paul începe să fie atras de fotografie și primește de la tatăl său primul aparat foto profesional marca Pentax. Timp de trei ani, a realizat mai multe pictoriale cu personalități, printre care și dirijorul Daniel Baremboim. Abandonează cariera în fotografie pentru a se implica în tranzacții cu obiecte de artă.
Între 1977-1979 devine partener al Companiei turistice "Fregate Associates" din Anglia și Seychelles, Oceanul Indian. Înființează la Londra două companii specializate în importul de articole decorative din India, din satele de lângă Jaipur.. 
În 1979, pleacă în Peru unde participă la expediția conservaționistului Felipe Benavides de salvare a faunei din Anzi
În 1985 se mută la Madrid unde începe cercetările pentru cartea Carol al II-lea pe care o publică în 1988.
Pe 10 ianuarie 1990, sosește la București pe aeroportul Otopeni, cu un avion umanitar, iar anul următor înființează Fundația Prințul Paul pentru România.

### Procesele de recunoaștere a titlului său în România
În 1991, Paul-Philippe deschide în România procesul de exequatur pentru a se recunoaște în România decizia de la Lisabona, din 1955. Pe 13 octombrie 1995, Tribunalul din Alexandria recunoscuse sentința portugheză și în urma acestei decizii, Carol Mircea este recunoscut ca prim fiu legitim al lui Carol al II-lea și în România, cu toate drepturile de succesiune. Pe 1 aprilie 1999, la Curtea de Apel București, Mihai I pierde apelul. Trei ani mai târziu, în 2002, Curtea Supremă hotărăște că procesul de exequatur trebuie rejudecat din motive procedural, iar pe 1 iulie, Paul câștigă din nou. Mihai I contestă decizia, dar pierde, din nou, apelul de două ori la Curtea de Apel.
În 2005 Paul a declarat că unchiul său, Regele Mihai a fost responsabil pentru deportările și uciderea evreilor români din perioada celui de-al Doilea Război Mondial. Scriind în The Jerusalem Post, istoricul Jean Ancel a respins acuzațiile lui Paul la adresa lui Mihai lăudând acțiunile Regelui Mihai și ale mamei sale, Regina Elena din timpul războiului care a primit din partea statului Israel distincția de „Drept între Popoare”.
Procesul de Exequatur este câștigat din nou de Carol Mircea Grigore. Regele Mihai contestă decizia la Curtea de Apel. Pe 12 iulie 2010, Mihai pierde din nou în fața lui Paul al României când magistrații Curții de Apel resping ca nefondat recursul împotriva unei decizii a judecătorilor Tribunalului Teleorman. La data de 27 mai 2010, judecătorii de la Curtea Europeană a Drepturilor Omului (CEDO) i-au dat câștig de cauză lui Paul al României, obligând Statul Român să-i plătească acestuia 9.500 de euro și să accelereze rezolvarea speței. Chiar și așa, pe 8 noiembrie, la Înalta Curte de Justiție și Casație din București, procesul de exequatur este din nou amânat pentru data de 31 ianuarie 2012. După ultima înfățișare din ianuarie, judecătorii Înaltei Curți de Casație și Justiție din București i-au dat câștig de cauză pe 14 februarie 2012, iar tatăl său a fost recunoscut drept primul fiu legitim și moștenitor al Regelui Carol al II-lea. Conform unui comunicat de Presă al Casei Regale, decizia Înaltei Curți de Casație și Justiție nu îi acordă lui Paul nici un drept dinastic și nici nu îl face membru al Casei Regale a României. Drepturile dinastice, titlurile nobiliare și instituția numită Casa Regală oricum nu există în drept românesc.
În 2012, la începutul anului, Paul s-a alăturat acțiunilor de susținere a românilor afectați de ninsorile abundente. Pe 12 februarie, Paul, împreună cu soția sa, Lia a României, a oferit o donație importantă în alimente și apă potabilă pentru persoanele din localitățile Buzău, Vrancea și Călărași.

### Fapte penale
Paul-Philippe a fost reținut în dosarul retrocedărilor abuzive fiind acuzat de cumpărarea de influență pentru intrarea în posesie a unor terenuri, respectiv Ferma Regală Băneasa, acesta neavând niciun drept legitim pentru a cere retrocedarea acestora, provocând un prejudiciu de peste 135 de milioane de euro. În referatul DNA de arestare preventivă mai sunt implicați Remus Truică, Mihăiță Roșu, Dan Andronic, Lucian Mateescu și Marius Marcovici. Potrivit anchetatorilor, începând cu luna noiembrie 2006 s-a constituit un grup infracțional care a avut ca scop dobândirea întregii averi revendicate nelegal de Paul-Philippe, prin oferire de bani/bunuri persoanelor din cadrul autorităților/instituțiilor deținătoare a acestor proprietăți, instigarea și complicitatea la săvârșirea, de către aceste persoane, a infracțiunii de abuz în serviciu, prin punerea la dispoziție și semnarea înscrisurilor necesare și traficarea influenței reale asupra funcționarilor publici. Tot în referatul DNA se arată că "prin probele administrate s-a dovedit cum Ferma Regală Băneasa nu a aparținut niciodată în mod legal regelui Carol al II–lea al României. Astfel, cele două adevăruri au fost deplin cunoscute de către acesta și așa cum vom arăta în cele ce urmează, au fost deplin cunoscute și de membrii grupului infracțional organizat, care s-au asociat și sprijinit acțiunile, prin care au obținut ilegal un imobil proprietatea statului român".  Nepotul nelegitim al lui Carol al II-lea mai cere 50 de castele și clădiri istorice și peste 600 de kilometri pătrați de terenuri din întreaga țară care au aparținut Familiei Regale a României, proprietăți pe care nici măcar regele Mihai, moștenitorul de drept, nu le revendică. Toate aceste bunuri le cere prin inginerii financiare și juridice nebănuite. 
În data de 17 decembrie 2020, Înalta Curte de Casație și Justiție (ÎCCJ) l-a condamnat definitiv pe Paul Philippe la 3 ani și 4 luni cu executare în dosarul Ferma Regală Băneasa. S-a ascuns de justiție, fiind emis mandat de arestare internațional. A fost arestat în Franța. A fost eliberat temporar din închisoare, în așteptarea procesului de extrădare. Decizia la curtea de apel este pe 22 noiembrie 2023. Amânată pentru 29 noiembrie 2023. Cererea de extrădare a fost respinsă ca fiind motivată politic.
A fost arestat în Malta, iar acum (aprilie 2024) autoritățile malteze judecă extrădarea lui în România. În iulie 2024 a fost eliberat pe cauțiune, până la terminarea procesului de extrădare. A fost plasat sub control judiciar. Ministerul Justiției din România trimite o delegație în Malta în scopul extrădării sale. Cererea de extrădare a fost respinsă, Curtea de Apel din Malta motivând condițiile din penitenciarele românești.

## Familia
Paul Lambrino a întâlnit-o pe Lia Georgia Triff la o gală UNICEF care a avut loc la Londra. Paul-Philippe este căsătorit, din 1995, cu Lia Georgia Triff, cetățeancă americană de origine română, născută pe 23 februarie 1949, la Naval Station Great Lakes, în Statele Unite. Nunta lor a avut loc la Mănăstirea Cașin, în prezența membrilor Corpului Diplomatic. Cincisprezece ani mai târziu, pe 11 ianuarie 2010, pe când Lia împlinise deja vârsta de 60 de ani, se naște la București, la Maternitatea Regina Maria, fiul lor, Carol Ferdinand, botezat după numele strămoșilor lui, regii României Ferdinand I și Carol al II-lea.
Băiatul a fost creștinat în religia ortodoxă pe 22 mai 2010, la Biserica Domnița Bălașă, avându-i ca nași oficiali pe Președintele Traian Băsescu și pe soția lui, Maria. Nașii onorifici ai copilului au fost Prințul Moritz von Hessen, Prințesa Madeleine Bendheim un Steinfurt și Prințesa Gabriella de Savoia.

## Publicații
- „Un Omagiu Regal pentru România adus de Stră-Nepotul MS Regele Ferdinand A.S.R. Prințul Paul al României”, 2013[41]